# Escut de Montroi
L'escut de Montroi és un símbol representatiu oficial del municipi valencià de Montroi (Ribera Alta). Té el següent blasonament:
| « | Escut quadrilong de punta redona. En camp d'argent, un castell de gules, maçonat i aclarit de sable. Sota el castell, cadenes d'or; als costats, dues creus flordelisades de sable. Per timbre, una corona reial oberta. | » |

## Història
Aprovat per Resolució del 7 d'abril de 2006, del conseller de Justícia, Interior i Administracions Públiques. Publicada en el DOGV núm. 5.251, del 4 de maig de 2006.
S'hi representa l'antic castell de Montroi, del qual només en resta la torre mestra i alguns trams de muralla. Les creus al·ludeixen a l'orde de Montesa, al qual va pertànyer el poble des del segle xv. Les cadenes són el senyal de sant Bartomeu, patró de la localitat.